# Калиновка (Стальненский сельсовет)
Кали́новка (до 1945 года Тюп-Кенеге́з; укр. Калинівка, крымскотат. Tüp Kenegez, Тюп Кенегез) — исчезнувшее село в Джанкойском районе Республики Крым, располагавшееся на северо-востоке района, на одном из полуостровов Сиваша. Ближайшее село — Прозрачное — примерно в 3—3,5 км на запад-юго-запад.

### Динамика численности населения
| - 1805 год — 90 чел. - 1864 год — 18 чел. - 1889 год — 235 чел. | - 1900 год — 417 чел. - 1915 год — 284/16 чел. - 1926 год — 390 чел. |

## История
Первое документальное упоминание села встречается в Камеральном Описании Крыма… 1784 года, судя по которому, в последний период Крымского ханства Дип Кенекес входил в Таманский кадылык Карасубазар ского каймаканства. После присоединения Крыма к России (8) 19 апреля 1783 года, (8) 19 февраля 1784 года, именным указом Екатерины II сенату, на территории бывшего Крымского Ханства была образована Таврическая область и деревня была приписана к Перекопскому уезду. После Павловских реформ, с 1796 по 1802 год, входила в Перекопский уезд Новороссийской губернии. По новому административному делению, после создания 8 (20) октября 1802 года Таврической губернии, Тюп-Кенегез был включён в состав Таганашминской волости Перекопского уезда.

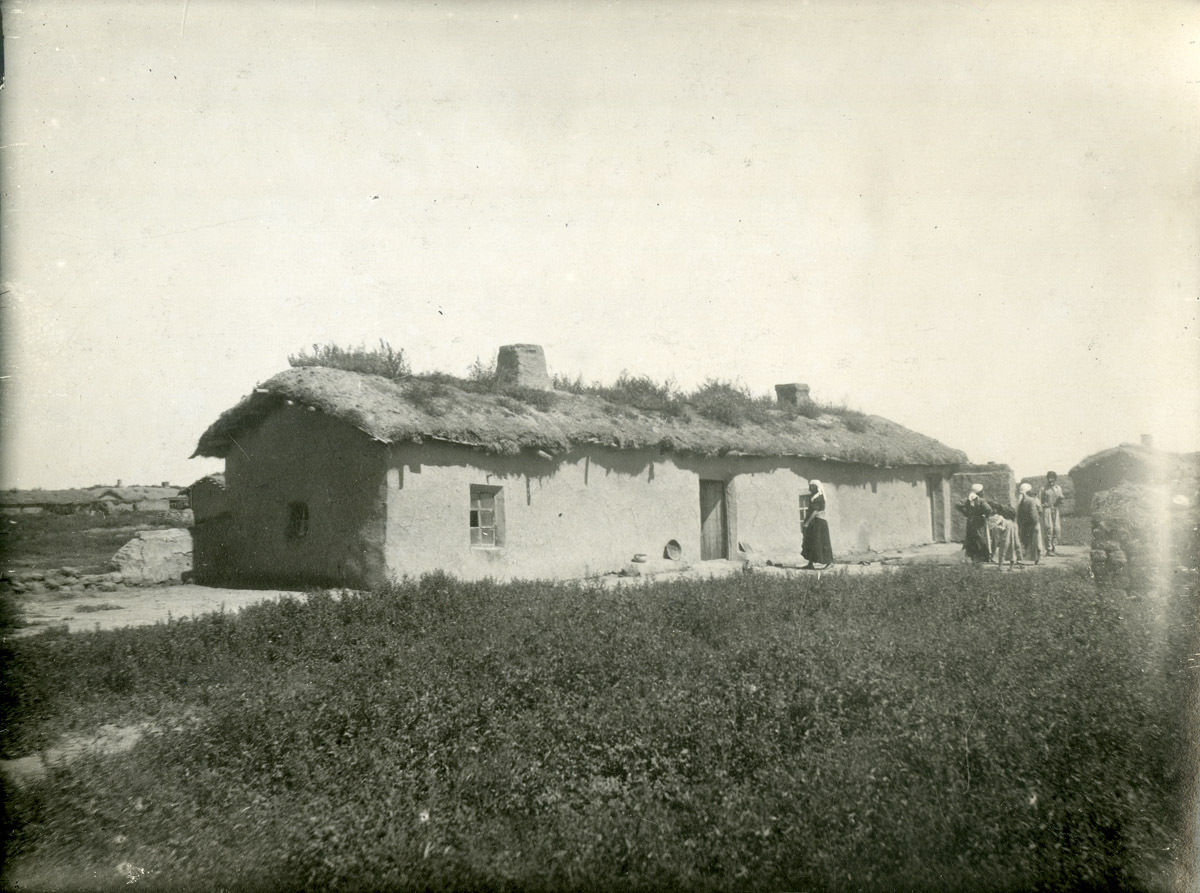
Саманный дом с земляной крышей в селе, 1925 г.

По Ведомости о всех селениях в Перекопском уезде состоящих с показанием в которой волости сколько числом дворов и душ… от 21 октября 1805 года в деревне Тип-кенегез числилось 17 дворов и 90 жителей крымских татар. На военно-топографической карте генерал-майора Мухина 1817 года деревни Биюк кенегес и Кучук кенегес обозначены с 14 дворами в обеих. После реформы волостного деления 1829 года Тюп-Кенегез, согласно «Ведомости о казённых волостях Таврической губернии 1829 года», передали в состав Башкирицкой волости (переименованной из Таганашминской). На карте 1836 года в деревне 19 дворов. Затем, видимо, в результате эмиграции крымских татар, деревня заметно опустела и на карте 1842 года Тюп-Кенегес обозначен условным знаком «малая деревня», то есть, менее 5 дворов.
В 1860-х годах, после земской реформы Александра II, деревню включили в состав Владиславской волости того же уезда. В «Списке населённых мест Таврической губернии по сведениям 1864 года», составленном по результатам VIII ревизии 1864 года, Тюп-Кенегез — владельческая татарская деревня с 6 дворами и 18 жителями при колодцах. По обследованиям профессора А. Н. Козловского начала 1860-х годов, в селении вода в колодцах глубиной от 1,5—3 до 5 саженей (от 2 до 10 м) была частью солоноватая, а частью солёная. Согласно «Памятной книжке Таврической губернии за 1867 год», деревня была покинута жителями в 1860—1864 годах, в результате эмиграции крымских татар, особенно массовой после Крымской войны 1853—1856 годов, в Турцию и оставалась в развалинах, а на трёхверстовой карте Шуберта 1865—1876 года в деревне Тюп-Кенегез отмечены уже 13 дворов. К 1886 году Владиславская волость была упразднена и в «Памятной книге Таврической губернии 1889 года» по результатам Х ревизии 1887 года записан Тюп-Кенегез Байгончекской волости с 44 дворами и 235 жителями.
После земской реформы 1890 года деревню отнесли к Ак-Шеихской волости.
По «…Памятной книжке Таврической губернии на 1900 год» в Тюп-Кенегезе числилось 417 жителей в 38 дворах. По Статистическому справочнику Таврической губернии. Ч.II-я. Статистический очерк, выпуск пятый Перекопский уезд, 1915 год, в деревне Тюп-Кенегез Ак-Шеихской волости Перекопского уезда числилось 84 двора (все дворы с землёй) с татарским населением в количестве 284 человек приписных жителей и 16 — «посторонних», из которых 154 мужчины и 136 женщин. Жители владели 1736 десятинами удобной земли. В хозяйствах имелось 211 лошадей, 12 волов, 86 коров и 820 голов мелкого скота.
После установления в Крыму Советской власти, по постановлению Крымревкома от 8 января 1921 года № 206 «Об изменении административных границ» была упразднена волостная система и в составе Джанкойского уезда (преобразованного из Перекопского) был создан Джанкойский район. В 1922 году уезды преобразовали в округа. 11 октября 1923 года, согласно постановлению ВЦИК, в административное деление Крымской АССР были внесены изменения, в результате которых округа были ликвидированы, основной административной единицей стал Джанкойский район и село включили в его состав. Согласно Списку населённых пунктов Крымской АССР по Всесоюзной переписи 17 декабря 1926 года, в селе Тюп-Кенегез, центре Тюп-Кенегезского сельсовета Джанкойского района, числилось 102 двора, из них 95 крестьянских, население составляло 390 человек, из них 374 татарина, 10 русских, 2 украинца, 5 немцев, 1 еврей, 2 записаны в графе «прочие», действовала татарская школа. После образования в 1935 году Колайского района село, вместе с сельсоветом, включили в его состав.
В 1944 году, после освобождения Крыма от фашистов, согласно постановлению ГКО № 5859 от 11 мая 1944 года, 18 мая крымские татары были депортированы в Среднюю Азию. 12 августа 1944 года было принято постановление № ГОКО-6372с «О переселении колхозников в районы Крыма» и в сентябре 1944 года в район приехали первые новоселы (162 семьи) из Житомирской области, а в начале 1950-х годов последовала вторая волна переселенцев из различных областей Украины. Указом Президиума Верховного Совета РСФСР от 21 августа 1945 года Тюп-Кенегез был переименован в Калиновку и Тюп-Кенегезский сельсовет — в Калиновский. С 25 июня 1946 года селение в составе Крымской области РСФСР, а 26 апреля 1954 года Крымская область была передана из состава РСФСР в состав УССР. Время упразднения сельсовета пока не выяснено, село ликвидировано до 1960 года, поскольку в «Справочнике административно-территориального деления Крымской области на 15 июня 1960 года» уже не значилось (согласно справочнику «Крымская область. Административно-территориальное деление на 1 января 1968 года» — в период с 1954 по 1968 годы).